# ماري الفخورة (فلم)
ماري الفخورة هو فيلم أكشن وجريمة أمريكي من إخراج باباك نجفي، ومن سيناريو كتبه جون إس نيومان وكريستيان سويغال. يضم الفيلم النجم تاراجي ب. هنسون، وبيلي براون، وداني غلوفر، ونيل ماكدونو، وزاندر بيركلي، ومارغريت آفري. سيتم إصدار الفيلم في 12 يناير 2018 من قبل شركة سكرين جيمز.

## القصة
تدور الاحداث حول (ماري) وهي ضحية لعائلة تعمل لصالح الجريمة المنظمة في بوسطن، لكن حياة (ماري) تتغير عندما تلتقي صبي صغير كان يعبر طريقه، ويبدو أنه في طريقه للانحراف.

## روابط خارجية
- مقالات تستعمل روابط فنية بلا صلة مع ويكي بيانات

لا توجد روابط لمواقع التواصل الاجتماعي.